# Phenacogrammus stigmatura
Phenacogrammus stigmatura is een straalvinnige vissensoort uit de familie van de Afrikaanse karperzalmen (Alestidae). De wetenschappelijke naam van de soort is voor het eerst geldig gepubliceerd in 1936 door Fowler.